# George Foreman
George Edward Foreman (* 10. Januar 1949 in Marshall, Texas; † 21. März 2025 in Houston, Texas) war ein US-amerikanischer Schwergewichtsboxer, dessen Profikarriere von 1969 bis 1997 andauerte – eine der längsten Karrieren in der Geschichte des Boxsports. Als Amateur gewann er die Goldmedaille im Schwergewicht bei den Olympischen Sommerspielen 1968 in Mexiko-Stadt. Von Januar 1973 bis Oktober 1974 war Foreman unumstrittener Weltmeister (WBC, WBA) sowie von November 1994 bis März 1995 erneut Weltmeister der IBF und WBA. 1998 wurde er vom Ring Magazine – hinter Muhammad Ali, Joe Louis und Evander Holyfield – zum viertbesten Schwergewichtsboxer aller Zeiten gewählt.
Nach seiner Boxkarriere arbeitete er als Prediger, Sportkommentator und Unternehmer.

## Leben und Erfolge

### Vor und während dem Amateurboxsport
George wurde als fünftes von sieben Kindern eines Eisenbahnbauarbeiters und dessen Frau Nancy in Texas geboren und wuchs im Fifth Ward von Houston auf, wo er sich laut eigener Aussage mit Kriminellen umgab und selbst immer wieder mit dem Gesetz bzw. den Jugendbehörden in Konflikt kam. 1963 brach er die EO Smith Junior High School ab und trat 1965 in das Job Corps ein, ein Programm, das benachteiligten Jugendlichen durch die Vermittlung beruflicher Fähigkeiten helfen sollte. Im Fort Vannoy Conservation Center in Grants Pass erlernte er das Maurer- sowie Zimmermannshandwerk und wurde 1966 dem Parks Job Corps Center in Pleasanton zugewiesen, wo er eine Ausbildung zum Elektronikmonteur machte und sein Abitur erlangte. Einen Großteil seiner Freizeit verbrachte er als Tackle in der American-Football-Mannschaft von Pleasanton, wo seine Größe und Schnelligkeit die Aufmerksamkeit des für das Job Corps arbeitenden Boxtrainers Charles „Doc“ Broadus erregte. Dieser ermutigte ihn für den Boxsport, woraufhin Foreman im Dezember 1966 erstmals mit dem Training begann. Im Juli 1967 schloss Foreman seine Ausbildung beim Job Corps ab und ging zurück nach Houston, wo er jedoch keine Arbeit fand. Er engagierte sich daraufhin als Trainer in der Sportabteilung des Job Corps, ehe er mit der Aussicht auf die Olympischen Spiele 1968 zum Boxen zurückkehrte.

### Amateurkarriere
Foreman gewann im April 1968 die US-Meisterschaften in Toledo sowie im September 1968 jeweils die nationale Olympiaqualifikation (US Olympic Trials) in Maumee und die olympischen Box-Offs in Albuquerque. Er vertrat die USA auch bei Länderkämpfen und siegte dabei unter anderem im August 1968 durch K. o. gegen den Deutschen Peter Hussing.
Bei den Olympischen Sommerspielen 1968 in Mexiko-Stadt wurde er mit Siegen gegen Lucjan Trela (4:1), Ion Alexe (TKO), Giorgio Bambini (K. o.) und Jonas Čepulis (TKO) Olympiasieger im Schwergewicht und erreichte diesen Erfolg mit bis dahin weniger als 30 Kämpfen, zudem gewann sein Teamkollege Ronnie Harris die Goldmedaille im Leichtgewicht.

### Profikarriere

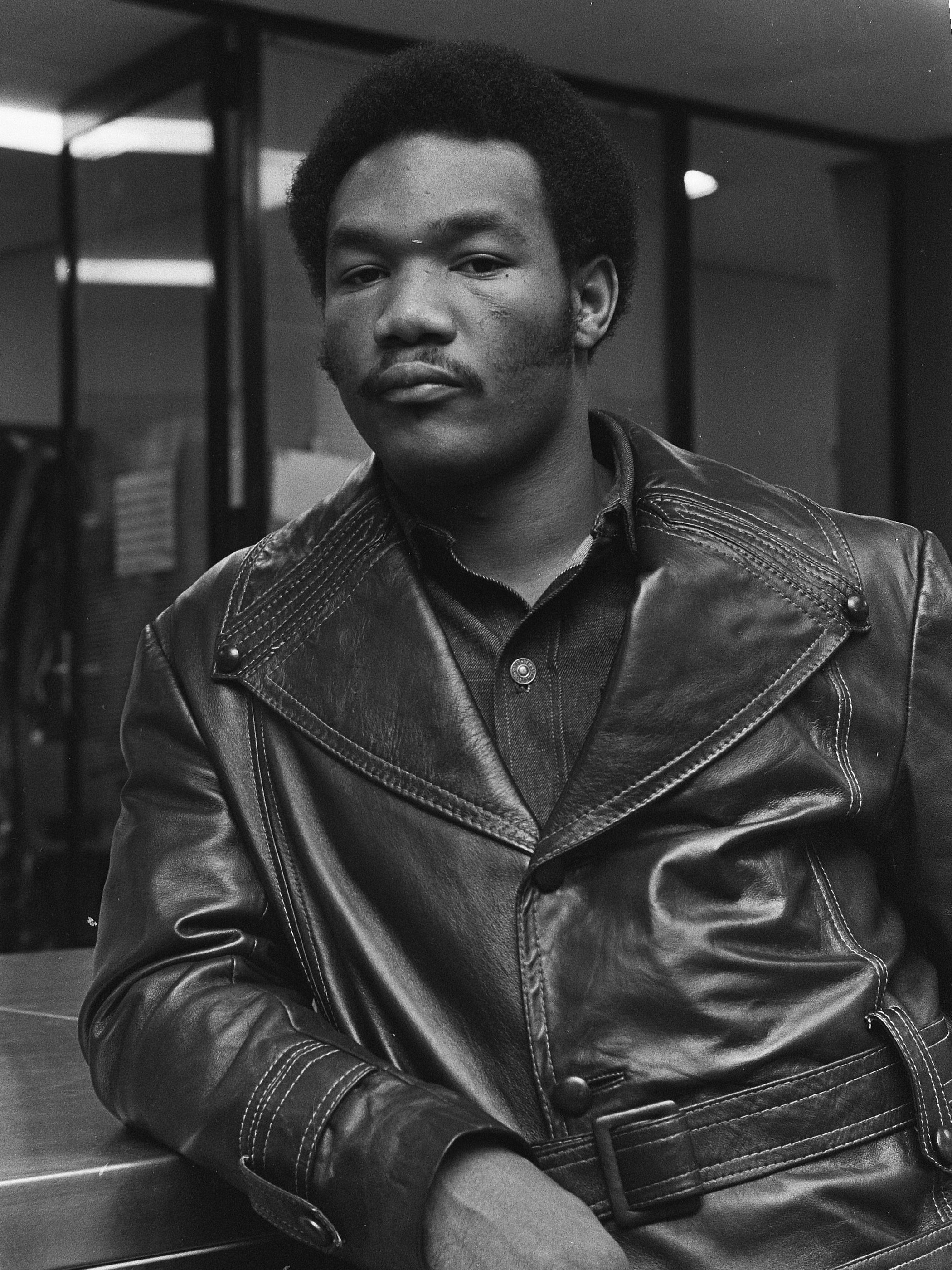
George Foreman (1973)

Unter dem Trainer und Manager Dick Sadler, der ihn bis Juli 1973 betreute, wechselte Foreman in das Profilager und gewann sein Debüt am 23. Juni 1969 durch TKO gegen Don Waldheim. Bis 1973 gewann er 37 Kämpfe in Folge, 34 davon vorzeitig, 22 innerhalb von nur zwei Runden. Zu den dabei besiegten Gegnern zählten Chuck Wepner und George Chuvalo.
Foreman trat am 22. Januar 1973 im National Stadium von Kingston gegen den WBC- und WBA-Weltmeister Joe Frazier (Kampfbilanz: 29-0, 25 K. o.) an, der von den Buchmachern als Favorit geführt wurde. In dem als The Sunshine Showdown vermarkteten Kampf schlug Foreman seinen Gegner bereits in der ersten Runde dreimal zu Boden, gefolgt von drei weiteren Niederschlägen in der zweiten Runde, ehe Ringrichter Arthur Mercante nach dem sechsten Niederschlag einschritt und den Kampf beendete. Foreman siegte durch TKO und wurde mit dem Gewinn der beiden Gürtel – die IBF und WBO gab es damals noch nicht – Undisputed Champion im Schwergewicht. Das Duell wurde später zum Ring Magazine Kampf des Jahres gewählt.
Am 1. September 1973 verteidigte Foreman die Titel durch K. o. in Runde 1 gegen José Roman (44-7), der als bis dahin erster Puerto-Ricaner um die Schwergewichtsweltmeisterschaft boxte und von den Verbänden auf Platz 9 der Herausforderer geführt worden war. Mit Nippon Budōkan in Tokio wurde erstmals in der Geschichte des Boxsports ein Schwergewichtstitelkampf in Japan veranstaltet. Seine nächste Titelverteidigung, am 26. März 1974 in der venezolanischen Hauptstadt Caracas, gewann er ebenso beeindruckend nach drei Niederschlägen durch TKO in der zweiten Runde gegen Ken Norton (30-2), der 1973 Muhammad Ali besiegt hatte und 1992 ebenfalls Aufnahme in die International Boxing Hall of Fame fand.
Am 30. Oktober 1974 stieg Foreman selbst gegen den ehemaligen Weltmeister und Nummer-1-Herausforderer Muhammad Ali (44-2) in den Ring, wobei der Kampf in Kinshasa, DR Kongo, unter der Bezeichnung Rumble in the Jungle als erste Großveranstaltung des Promoters Don King stattfand. In einem der berühmtesten Boxkämpfe aller Zeiten lehnte sich Ali in einer später als Rope-a-Dope bekannt gewordenen Taktik den Großteil des Kampfes über mit dem Rücken in die lockeren Ringseile, wo er die wuchtigen Schläge von Foreman abfederte bzw. auspendelte und diesen zusätzlich verbal provozierte. In der achten Runde wurde der bereits erschöpft wirkende Foreman durch eine Kombination von Ali zu Boden geschlagen, wo er vom Ringrichter Zach Clayton ausgezählt wurde und durch K. o. verlor.
Nach dieser Niederlage gegen Ali kam Foreman am 24. Januar 1976 mit einem K.-o.-Sieg gegen Ron Lyle (31-3) zurück, war jedoch im Kampfverlauf selbst zweimal am Boden, wobei die Begegnung erneut zum Ring Magazine Kampf des Jahres gewählt wurde. Im Juni 1976 siegte er in einem Rückkampf gegen Joe Frazier (32-3) durch TKO in Runde 5 und gewann auch drei weitere Kämpfe, ehe er am 17. März 1977 nach Punkten gegen Jimmy Young (20-5) unterlag, wobei er in der zwölften Runde erneut niedergeschlagen worden war. Auch diesmal wurde die Begegnung als Ring Magazine Kampf des Jahres ausgezeichnet.
Nach dem Kampf gegen Young trat Foreman für rund zehn Jahre vom Boxsport zurück, ehe er im März 1987 im Alter von 38 Jahren ein Comeback gab. Er gewann 24 Kämpfe in Folge, 23 davon vorzeitig, wobei ihm Siege gegen Dwight Qawi (28-5, 2004 in die International Boxing Hall of Fame aufgenommen), J. B. Williamson (23-4), Bert Cooper (20-4) und Gerry Cooney (28-2) gelangen.
Am 19. April 1991 boxte er im Convention Center von Atlantic City gegen den IBF-, WBA- und WBC-Weltmeister Evander Holyfield (25-0, 21 K. o.) und verlor gegen den 14 Jahre jüngeren Titelträger einstimmig nach Punkten. Nach drei gewonnenen Kämpfen, darunter einem knappen Punktsieg gegen Alex Stewart (28-3), boxte er am 7. Juni 1993 im Thomas & Mack Center von Las Vegas um den von Michael Moorer niedergelegten und dadurch vakanten WBO-Weltmeistertitel und verlor einstimmig nach Punkten gegen Tommy Morrison (36-1).
In seinem nächsten Kampf, am 5. November 1994 in der MGM Grand Garden Arena von Las Vegas, besiegte er den IBF- und WBA-Weltmeister Michael Moorer (35-0) durch K. o. in der zehnten Runde, nachdem er bis dahin nach Punkten im Rückstand gelegen hatte. Foreman, zum Zeitpunkt des Kampfes 45 Jahre alt, wurde mit dem Sieg, der zum Ring Magazine Knockout des Jahres gewählt wurde, der bis dahin älteste Boxweltmeister im Schwergewicht. Jedoch wurde ihm der WBA-Titel im März 1995 entzogen, da Foreman als Nächstes nicht gegen den Pflichtherausforderer des Verbandes, Tony Tucker, antreten wollte, sondern sich für einen Kampf gegen den Deutschen Axel Schulz (21-1) entschied. Der Kampf gegen Schulz endete am 22. April 1995 in Las Vegas mit einem umstrittenen Punktsieg durch Mehrheitsentscheidung für George Foreman. Aufgrund des strittigen Ausgangs wurde von der IBF ein Rückkampf vorgeschrieben, den Foreman jedoch ablehnte. Daraufhin wurde ihm der IBF-WM-Titel im Juni 1995 entzogen.
Foreman bestritt 1996 nur einen Kampf, wobei er nach Punkten gegen Crawford Grimsley (20-0) gewann. Sein nächster Kampf im April 1997 endete ebenfalls mit einem Punktsieg gegen Lou Savarese (36-0), ehe er am 22. November 1997 in Atlantic City mit 48 Jahren seinen letzten Boxkampf bestritt und dabei durch Mehrheitsentscheidung nach Punkten Shannon Briggs (29-1) unterlag.

### Während und nach dem Profiboxen
Foreman war ab 1977 Prediger für die von ihm gegründete Kirche des Herrn Jesus Christus und arbeitete nach seiner Boxkarriere als Sportkommentator für HBO. Zudem wurde er mit dem Vertrieb des George Foreman Grill ein erfolgreicher Unternehmer. Im November 2022 nahm Foreman im Kostüm Venus Fly Trap an der achten Staffel der US-amerikanischen Version von The Masked Singer teil und erreichte den neunten Platz.
Foreman starb am 21. März 2025 im Alter von 76 Jahren in Houston.

## Ehrungen (Auswahl)
- 2023: Aufnahme in die Atlantic City, New Jersey Boxing Hall Of Fame[37]
- 2017: Aufnahme in die Texas Black Sports Hall of Fame[38]
- 2014: Aufnahme in die Nevada Boxing Hall of Fame[39]
- 2003: Aufnahme in die International Boxing Hall of Fame[40]
- 1986: Aufnahme in die Texas Sports Hall of Fame[41]

## Liste der Profikämpfe
| 76 Siege (68 K.-o.-Siege), 5 Niederlagen, 0 Unentschieden |               |                                                                         |                                                               |                                                     |
| Jahr                                                      | Tag           | Ort                                                                     | Gegner                                                        | Ergebnis für Foreman                                |
| 1969                                                      | 23. Juni      | Madison Square Garden, New York City, New York USA                      | Don Waldhelm                                                  | Sieg / TKO 3. Runde                                 |
| 1969                                                      | 1. Juli       | Houston, Texas, USA                                                     | Fred Askew                                                    | Sieg / KO 1. Runde                                  |
| 1969                                                      | 14. Juli      | Rosecroft Raceway, Oxon Hill, Maryland, USA                             | Sylvester Dullaire                                            | Sieg / TKO 1. Runde                                 |
| 1969                                                      | 18. August    | Madison Square Garden, New York City, USA                               | Chuck Wepner                                                  | Sieg / TKO 3. Runde                                 |
| 1969                                                      | 18. September | KeyArena, Seattle, Washington USA                                       | Johnny Carroll                                                | Sieg / KO 1. Runde                                  |
| 1969                                                      | 23. September | Sam Houston Coliseum, Houston, Texas, USA                               | Roy Wallace                                                   | Sieg / KO 2. Runde                                  |
| 1969                                                      | 7. Oktober    | Sam Houston Coliseum, Houston, Texas, USA                               | Vernon Clay                                                   | Sieg / TKO 2. Runde                                 |
| 1969                                                      | 31. Oktober   | Madison Square Garden, New York City, New York, USA                     | Roberto Davila                                                | Punktesieg (einstimmig) / 8 Runden                  |
| 1969                                                      | 5. November   | Scranton, Pennsylvania, USA                                             | Leo Peterson                                                  | Sieg / KO 4. Runde                                  |
| 1969                                                      | 18. November  | Sam Houston Coliseum, Houston, Texas, USA                               | Max Martinez                                                  | Sieg / KO 2. Runde                                  |
| 1969                                                      | 6. Dezember   | Las Vegas Hilton, Las Vegas, Nevada, USA                                | Bob Hazelton                                                  | Sieg / TKO 1. Runde                                 |
| 1969                                                      | 16. Dezember  | Auditorium, Miami Beach, Florida USA                                    | Levi Forte                                                    | Punktesieg (einstimmig) / 10 Runden                 |
| 1969                                                      | 18. Dezember  | KeyArena, Seattle, Washington, USA                                      | Gary Hobo Wiler                                               | Sieg / TKO 1. Runde                                 |
| 1970                                                      | 6. Januar     | Sam Houston Coliseum, Houston, Texas, USA                               | Charley Polite                                                | Sieg / KO 4. Runde                                  |
| 1970                                                      | 26. Januar    | Madison Square Garden, New York City, New York, USA                     | Jack O’Halloran                                               | Sieg / KO 5. Runde                                  |
| 1970                                                      | 16. Februar   | Madison Square Garden, New York City, New York, USA                     | Gregorio Peralta                                              | Punktesieg (einstimmig) / 10 Runden                 |
| 1970                                                      | 31. März      | Sam Houston Coliseum, Houston, Texas, USA                               | Rufus Brassell                                                | Sieg / TKO 1. Runde                                 |
| 1970                                                      | 17. April     | Felt Forum, New York City, New York, USA                                | James J. Woody                                                | Sieg / TKO 3. Runde                                 |
| 1970                                                      | 29. April     | Cleveland Arena, Cleveland, Ohio, USA                                   | Aaron Eastling                                                | Sieg / TKO 4. Runde                                 |
| 1970                                                      | 16. Mai       | The Forum, Inglewood, Kalifornien, USA                                  | George Johnson                                                | Sieg / TKO 7. Runde                                 |
| 1970                                                      | 20. Juli      | Philadelphia Spectrum, Philadelphia, Pennsylvania, USA                  | Roger Russell                                                 | Sieg / KO 1. Runde                                  |
| 1970                                                      | 5. August     | Madison Square Garden, New York City, New York, USA                     | George Chuvalo                                                | Sieg / TKO 3. Runde                                 |
| 1970                                                      | 3. November   | Oklahoma City, Oklahoma, USA                                            | Lou Bailey                                                    | Sieg / TKO 3. Runde                                 |
| 1970                                                      | 18. November  | Madison Square Garden, New York City, New York, USA                     | Boone Kirkman                                                 | Sieg / TKO 2. Runde                                 |
| 1970                                                      | 18. Dezember  | Mercer Arena, Seattle, Washington, USA                                  | Mel Turnbow                                                   | Sieg / TKO 1. Runde                                 |
| 1971                                                      | 8. Februar    | Roy Wilkins Auditorium, Saint Paul, Minnesota, USA                      | Charlie Boston                                                | Sieg / KO 1. Runde                                  |
| 1971                                                      | 3. April      | Playboy Club Hotel, Lake Geneva, Wisconsin, USA                         | Stamford Harris                                               | Sieg / KO 2. Runde                                  |
| 1971                                                      | 10. Mai       | Oracle Arena, Oakland, Kalifornien, USA                                 | Gregorio Peralta NABF-Schwergewicht-Meisterschaft             | Sieg / TKO 10. Runde                                |
| 1971                                                      | 14. September | El Paso County Coliseum, El Paso, Texas, USA                            | Vic Scott                                                     | Sieg / KO 1. Runde                                  |
| 1971                                                      | 21. September | Beaumont, Texas, USA                                                    | Leroy Caldwell                                                | Sieg / KO 2. Runde                                  |
| 1971                                                      | 7. Oktober    | Municipal Auditorium, San Antonio, Texas, USA                           | Ollie Wilson                                                  | Sieg / KO 2. Runde                                  |
| 1971                                                      | 29. Oktober   | Madison Square Garden, New York City, New York, USA                     | Luis Faustino Pires                                           | Sieg / TKO 5. Runde                                 |
| 1972                                                      | 29. Februar   | Austin, Texas, USA                                                      | Joe Murphy Goodwin                                            | Sieg / KO 2. Runde                                  |
| 1972                                                      | 7. März       | Beaumont, Texas, USA                                                    | Clarence Boone                                                | Sieg / KO 2. Runde                                  |
| 1972                                                      | 10. April     | The Forum, Inglewood, Kalifornien, USA                                  | Ted Gullick                                                   | Sieg / KO 2. Runde                                  |
| 1972                                                      | 11. Mai       | Oracle Arena, Oakland, Kalifornien, USA                                 | Miguel Angel Paez                                             | Sieg / KO 2. Runde                                  |
| 1972                                                      | 10. Oktober   | Salt Palace, Salt Lake City, Utah, USA                                  | Terry Sorrell                                                 | Sieg / KO 2. Runde                                  |
| 1973                                                      | 22. Januar    | Nationalstadion, Kingston, Jamaika                                      | Joe Frazier WBA/WBC-Schwergewicht-Weltmeisterschaft           | Sieg / TKO 2. Runde                                 |
| 1973                                                      | 1. September  | Nippon Budōkan, Tokio, Japan                                            | José Roman WBA/WBC-Schwergewicht-Titelverteidigung            | Sieg / KO 1. Runde                                  |
| 1974                                                      | 26. März      | Poliedro de Caracas, Caracas, Venezuela                                 | Ken Norton WBA/WBC-Schwergewicht-Titelverteidigung            | Sieg / TKO 2. Runde                                 |
| 1974                                                      | 30. Oktober   | Stade Tata Raphaël, Kinshasa, Zaire                                     | Muhammad Ali WBA/WBC-Schwergewicht-Titelverteidigung          | Niederlage / KO 8. Runde                            |
| 1976                                                      | 24. Januar    | Caesars Palace, Las Vegas, Nevada, USA                                  | Ron Lyle NABF-Schwergewicht-Meisterschaft                     | Sieg / KO 5. Runde                                  |
| 1976                                                      | 15. Juni      | Nassau Coliseum, Hempstead (New York), USA                              | Joe Frazier NABF-Schwergewicht-Titelverteidigung              | Sieg / TKO 5. Runde                                 |
| 1976                                                      | 14. August    | Utica Memorial Auditorium, Utica, New York, USA                         | Scott LeDoux                                                  | Sieg / TKO 3. Runde                                 |
| 1976                                                      | 15. Oktober   | Hollywood Sportatorium, Hollywood, Florida, USA                         | John Dino Denis                                               | Sieg / TKO 4. Runde                                 |
| 1977                                                      | 22. Januar    | Civic Auditorium, Pensacola, Florida, USA                               | Pedro Agosto                                                  | Sieg / TKO 4. Runde                                 |
| 1977                                                      | 17. März      | Roberto Clemente Coliseum, San Juan, Puerto Rico                        | Jimmy Young                                                   | Punktniederlage (einstimmig) / 12 Runden            |
|                                                           |               |                                                                         |                                                               |                                                     |
| 1987                                                      | 9. März       | Sleep Train Arena, Sacramento, Kalifornien, USA                         | Steve Zouski                                                  | Sieg / TKO 4. Runde                                 |
| 1987                                                      | 9. Juli       | O.co Coliseum, Oakland, Kalifornien, USA                                | Charles Hostetter                                             | Sieg / KO 3. Runde                                  |
| 1987                                                      | 15. September | Springfield, Missouri, USA                                              | Bobby Crabtree                                                | Sieg / TKO 6. Runde                                 |
| 1987                                                      | 21. November  | Orlando Sports Stadium, Orlando, Florida, USA                           | Tim Anderson                                                  | Sieg / TKO 4. Runde                                 |
| 1987                                                      | 18. Dezember  | Bally’s Las Vegas, Las Vegas, Nevada, USA                               | Rocky Sekorski                                                | Sieg / TKO 3. Runde                                 |
| 1988                                                      | 23. Januar    | Sheraton Twin Towers, Orlando, Florida, USA                             | Tom Trimm                                                     | Sieg / KO 1. Runde                                  |
| 1988                                                      | 5. Februar    | Caesars Palace, Las Vegas, Nevada, USA                                  | Guido Trane                                                   | Sieg / TKO 5. Runde                                 |
| 1988                                                      | 19. März      | Caesars Palace, Las Vegas, Nevada, USA                                  | Dwight Qawi                                                   | Sieg / TKO 7. Runde                                 |
| 1988                                                      | 21. Mai       | Sullivan Arena, Anchorage, Alaska, USA                                  | Frank Lux                                                     | Sieg / TKO 3. Runde                                 |
| 1988                                                      | 26. Juni      | Tropicana Casino & Resort Atlantic City, Atlantic City, New Jersey, USA | Carlos Hernandez                                              | Sieg / TKO 4. Runde                                 |
| 1988                                                      | 25. August    | Lee County Civic Center, Fort Myers, Florida, USA                       | Ladislao Mijangos                                             | Sieg / TKO 2. Runde                                 |
| 1988                                                      | 10. September | Palace of Auburn Hills, Auburn Hills, Michigan, USA                     | Bobby Hitz                                                    | Sieg / TKO 1. Runde                                 |
| 1988                                                      | 27. Oktober   | Civic Center, Marshall, Texas, USA                                      | Tony Fulilangi                                                | Sieg / TKO 2. Runde                                 |
| 1988                                                      | 28. Dezember  | Casa Royal Hotel, Bakersfield, Kalifornien, USA                         | David Jaco                                                    | Sieg / TKO 1. Runde                                 |
| 1989                                                      | 26. Januar    | War Memorial Auditorium, Rochester, New York, USA                       | Mark Young                                                    | Sieg / TKO 7. Runde                                 |
| 1989                                                      | 16. Februar   | Atlantis Theater, Orlando, Florida, USA                                 | Manoel De Almeida                                             | Sieg / TKO 3. Runde                                 |
| 1989                                                      | 30. April     | Moody Center, Galveston, Texas, USA                                     | J. B. Williamson                                              | Sieg / TKO 5. Runde                                 |
| 1989                                                      | 1. Juni       | Pride Pavilion, Phoenix, Arizona, USA                                   | Bert Cooper                                                   | Sieg / Aufgabe 2. Runde                             |
| 1989                                                      | 20. Juli      | Tucson Convention Center, Tucson, Arizona, USA                          | Everett Martin                                                | Punktesieg (einstimmig) / 10 Runden                 |
| 1990                                                      | 15. Januar    | Atlantic City Convention Center, Atlantic City, New Jersey, USA         | Gerry Cooney                                                  | Sieg / KO 2. Runde                                  |
| 1990                                                      | 17. April     | MontBleu, Stateline, Nevada, USA                                        | Mike Jameson                                                  | Sieg / TKO 4. Runde                                 |
| 1990                                                      | 16. Juni      | Caesars Palace, Las Vegas, Nevada, USA                                  | Adilson Rodrigues                                             | Sieg / KO 2. Runde                                  |
| 1990                                                      | 31. Juli      | Edmonton Expo Centre, Edmonton, Kanada                                  | Ken Lakusta                                                   | Sieg / KO 3. Runde                                  |
| 1990                                                      | 25. September | New London Arena, London, Großbritannien                                | Terry Anderson                                                | Sieg / KO 1. Runde                                  |
| 1991                                                      | 19. April     | Atlantic City Convention Center, Atlantic City, New Jersey, USA         | Evander Holyfield IBF/WBA/WBC-Schwergewicht-Weltmeisterschaft | Punktniederlage (einstimmig) / 12 Runden            |
| 1991                                                      | 7. Dezember   | Reno-Sparks Convention Center, Reno, Nevada, USA                        | Jimmy Ellis                                                   | Sieg / TKO 3. Runde                                 |
| 1992                                                      | 11. April     | Thomas & Mack Center, Las Vegas, Nevada, USA                            | Alex Stewart                                                  | Punktesieg (Mehrheitsentscheidung) / 10 Runden      |
| 1993                                                      | 16. Januar    | Reno-Sparks Convention Center, Reno, Nevada, USA                        | Pierre Coetzer                                                | Sieg / TKO 8. Runde                                 |
| 1993                                                      | 7. Juni       | Thomas & Mack Center, Las Vegas, Nevada, USA                            | Tommy Morrison vakante WBO-Schwergewicht-Weltmeisterschaft    | Punktniederlage (einstimmig) / 12 Runden            |
| 1994                                                      | 5. November   | MGM Grand Hotel, Las Vegas, Nevada, USA                                 | Michael Moorer IBF/WBA-Schwergewicht-Weltmeisterschaft        | Sieg / KO 10. Runde                                 |
| 1995                                                      | 22. April     | MGM Grand Hotel, Las Vegas, Nevada, USA                                 | Axel Schulz IBF-Schwergewicht-Titelverteidigung               | Punktesieg (Mehrheitsentscheidung) / 12 Runden      |
| 1996                                                      | 3. November   | Tokyo Bay NK Hall, Urayasu, Japan                                       | Crawford Grimsley                                             | Punktesieg (einstimmig) / 12 Runden                 |
| 1997                                                      | 26. April     | Atlantic City Convention Center, Atlantic City, New Jersey, USA         | Lou Savarese                                                  | Punktesieg (geteilte Entscheidung) / 12 Runden      |
| 1997                                                      | 22. November  | Trump Taj Mahal, Atlantic City, New Jersey, USA                         | Shannon Briggs                                                | Punktniederlage (Mehrheitsentscheidung) / 12 Runden |
| Quelle: George Foreman in der BoxRec-Datenbank            |               |                                                                         |                                                               |                                                     |

## Privates
Foreman hatte zwölf Kinder, jeder seiner fünf Söhne hat den Namen George: George Jr., George III, George IV, George V und George VI. Seine vier jüngeren Söhne werden durch ihre Spitznamen unterschieden: „Monk“, „Big Wheel“, „Red“, und „Little George“. Mit seiner Frau Joan hatte er daneben die Töchter Natalia und Leola. Er adoptierte 2009 eine Tochter: Isabella Brandie Leelja. Ebenfalls adoptierte er Courtney Isaac. Aus einer anderen Beziehung hatte er drei weitere Töchter.
Sein zweiter Sohn, George III („Monk“, geb. 1983), begann nach seinem Studium 2009 selbst eine Karriere als Profiboxer (ohne zuvor einen Amateurfight bestritten zu haben). Er bestritt 16 Kämpfe bis 2012, die er alle gewann (15 davon durch K. o.), schlug allerdings auch für Anfängerverhältnisse eher schwach einzuschätzende Gegner.

## Auszeichnungen (Auszug)
- 2002: Goldenes Ehrenzeichen für Verdienste um die Republik Österreich

## Filmische Rezeption
- George Tillman, Jr.: Big George Foreman. USA 2023, 129 min.